# Lirceolus smithii
Lirceolus smithii is een pissebed uit de familie Asellidae. De wetenschappelijke naam van de soort is voor het eerst geldig gepubliceerd in 1902 door Ulrich.